# Carbó (Messico)
Carbó è un comune del Messico, situato nello stato di Sonora.